# Velika Jasikova
Velika Jasikova (en serbe cyrillique : Велика Јасикова) est un village de Serbie situé sur le territoire de la ville de Zaječar, district de Zaječar. Au recensement de 2011, il comptait 809 habitants.

## Démographie

### Évolution historique de la population
| 1948  | 1953  | 1961  | 1971  | 1981  | 1991  | 2002 | 2011 |
| ----- | ----- | ----- | ----- | ----- | ----- | ---- | ---- |
| 1 712 | 1 707 | 1 675 | 1 576 | 1 384 | 1 239 | 998  | 809  |

|  |